# 王晨 (亞洲小姐)
王晨（1990年1月19日—），藝名王珞可，暱稱小葵，英文名Mukii，山东威海人，曾經參選2009年亞洲小姐，現時除了是平面模特兒、演員和車模外，更是深圳電視台體育健康頻道的《體育播報》的體育記者。

## 生平
王晨於1990年1月19日在山東威海出生。王晨於2008年就讀深圳大學影視戲劇表演專業科，並於2012年7月畢業。2009年參選亞洲小姐，獲得了中國網絡賽區冠軍。在才藝表演中表演說故事，並獲得最佳才藝獎亞軍，但在總決賽中最後以前十二名不幸落選。
王晨於2010年參與《QQ幻想世界：千名魅力天使代言》活動而成為了《QQ幻想世界》2010-13年代言人。因為成為了代言人，故拍攝了《校花日記》視頻。2010年參與江蘇衛視《幸福晚點名》節目。其中2010年4月8日這一集，更被網民稱她為「宅男女神」。
2012年4月，成為深圳電視台體育健康頻道的《體育播報》的體育記者，主要報導中國足球。2012年5月在《天天向上》的節目中，向廣州恒大的前鋒郜林示愛。
王晨於2012年7月再返江蘇衛視，參與《一站到底》節目，並擊敗了五位選手。依順序分別是駱暢、陳永立、嚴凱、楊曉鵬和侯爽。
2013年9月3日，王晨和郜林在深圳市福田区登记结婚。

## 外部連結
- 王晨的新浪官方微博 （页面存档备份，存于）
- QQ幻想世界官方網站 （页面存档备份，存于）